# Geografie van Italië

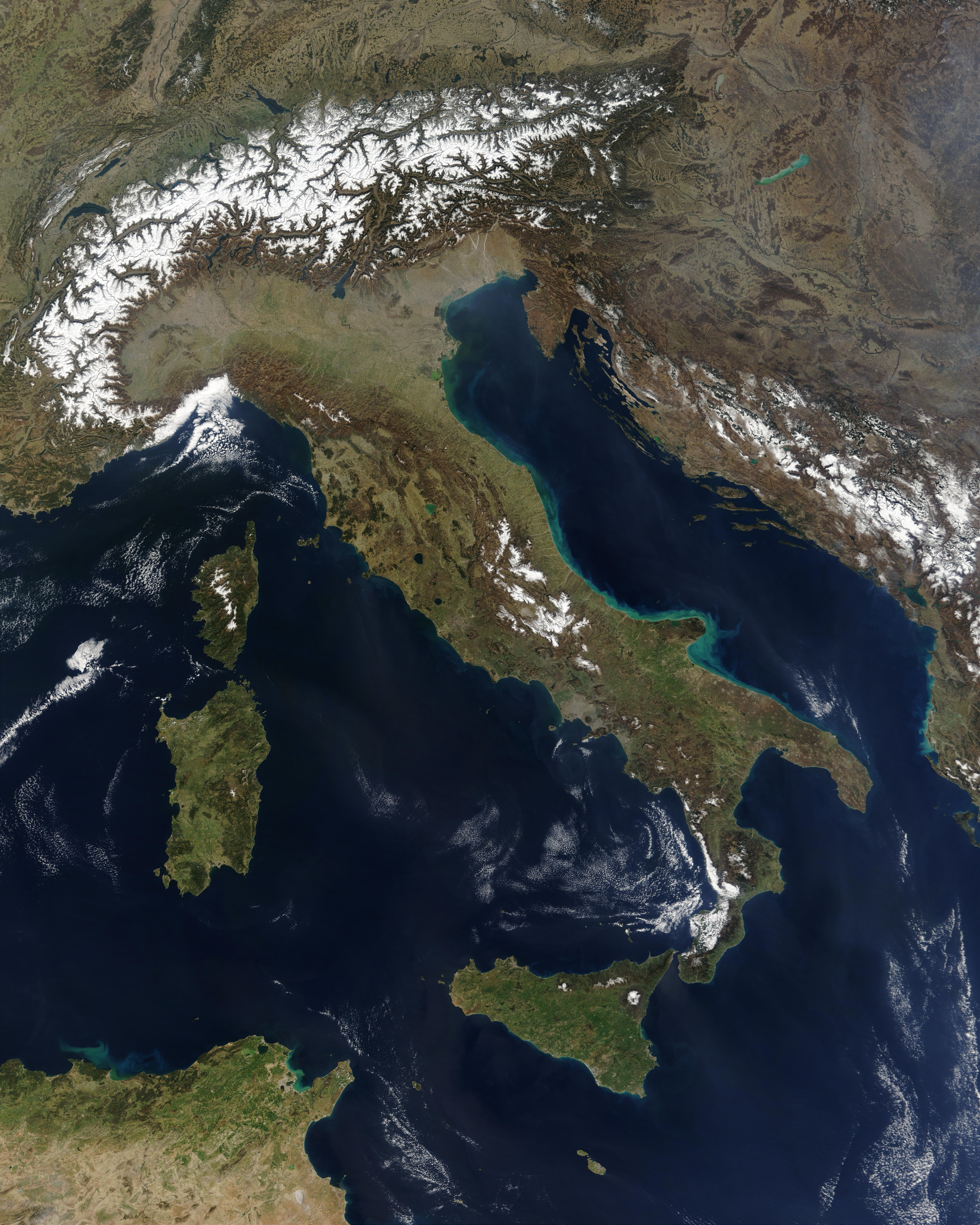
Italië gezien vanuit de ruimte

Italië is een Zuid-Europees land en omvat het lange laarsvormige schiereiland, het land tussen dit schiereiland en de Alpen en een aantal eilanden zoals Sicilië en Sardinië. Italië heeft een oppervlakte van 301.230 km². Het ligt tussen 35° en 48° noorderbreedte en tussen 6° en 19° oosterlengte. 
Italië heeft een 740 kilometer lange grens met Zwitserland, 488 km met Frankrijk, 430 km langs Oostenrijk en 232 km met Slovenië. San Marino en Vaticaanstad zijn enclaves binnen Italië.
Met de eilanden erbij gerekend heeft Italië een kustlijn van 7.600 km langs de Adriatische, Ionische, Tyrreense en de Ligurische Zee.

## Reliëf

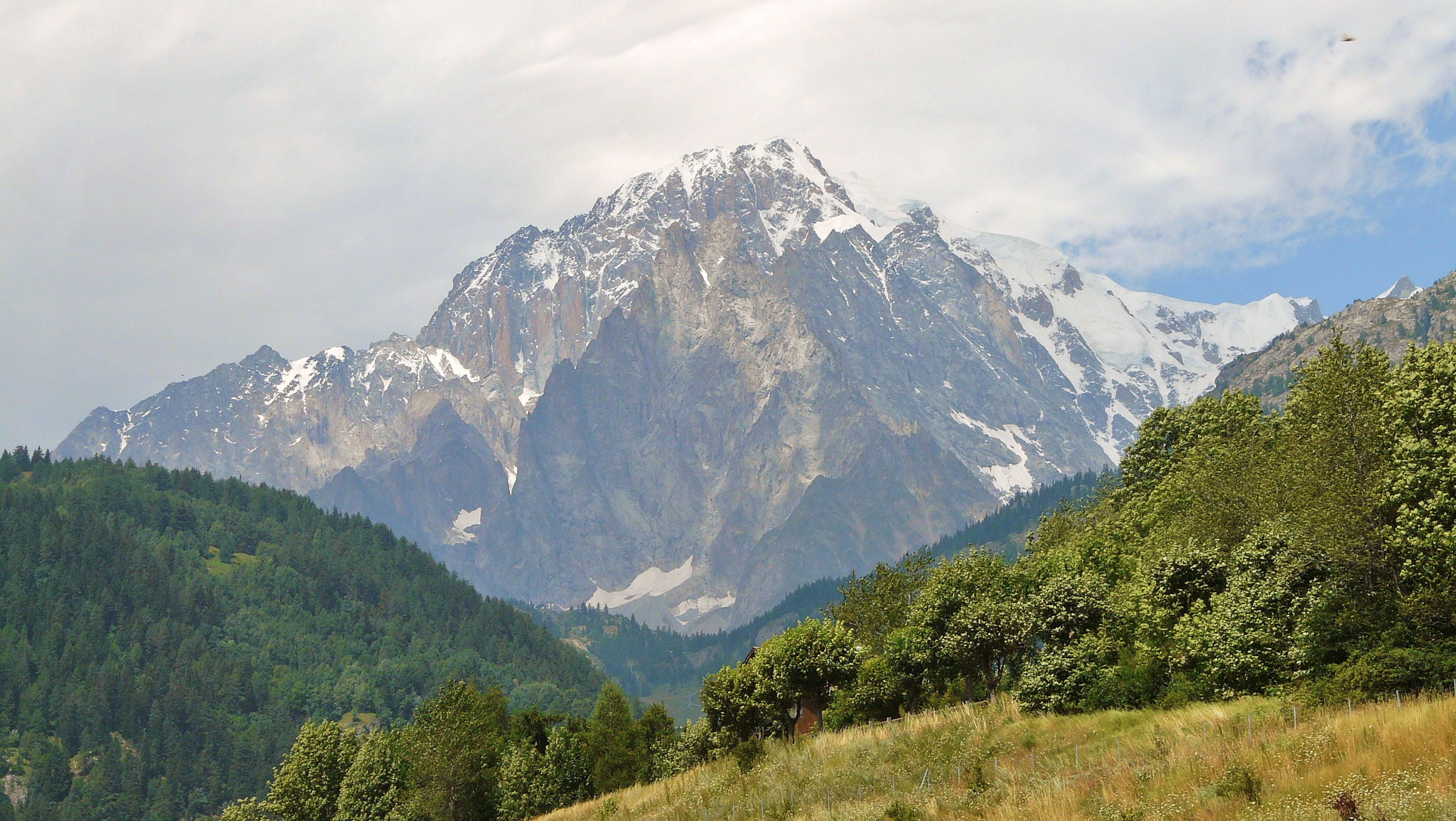
Mont Blanc vanuit Valle d'Aosta.

Topografische kaart van Italië

Italië is een bergachtig land, met de Alpen in het noorden en de Apennijnen die de ruggengraat van het schiereiland vormen. Het Apennijnengebergte is een zijtak van de Alpen en is ongeveer 1000 kilometer lang. De enige gletsjer van de Apennijnen, de Calderonegletsjer ligt in het ruwe gebied Gran Sasso en is de meest zuidelijke gletsjer van Europa. Ongeveer 75% van het land is heuvelachtig. Umbrië en Toscane staan bekend om hun glooiende heuvels. Tussen de Alpen en de Apennijnen ligt de Povlakte, een enorme vlakte langs de Po, die tevens de grootste rivier van Italië is met zijn 652 kilometer om uiteindelijk in de Adriatische Zee uit te monden.
Bekende bergen in Italië zijn de Matterhorn (Cervino), Monte Rosa, Gran Paradiso in de westelijke Alpen respectievelijk de Bernina, Stelvio en de Dolomieten aan de oostzijde van de Alpen. Het onbetwiste hoogste punt van Italië is de Mont Blanc de Courmayeur, op 4765 meter hoogte. De Mont Blanc de Courmayeur staat op plaats 15 van de lijst met hoogste bergen in Europa. Binnen dezelfde bergketen zou de aangrenzende Mont Blanc buiten de toppen van de Kaukasus gerekend op nummer 1 staan.

### Vulkanen
Er zijn enkele actieve vulkanen in Italië: de Etna, de grootste actieve vulkaan in Europa; Vulcano; Stromboli en de Vesuvius, de enige actieve vulkaan op het Europese vasteland.

## Rivieren en zeeën
De meeste Italiaanse rivieren monden uit in ofwel de Adriatische Zee (zoals de  Po, Piave, Adige, Reno) of in de Tyrreense Zee (zoals Arno, Tiber en Volturno). Hoewel  het water van enkele randgemeenten (bijvoorbeeld Livigno in Lombardije, Innichen en Sexten in Trentino-Zuid-Tirol) terechtkomt in de Zwarte Zee door de Drava, een zijrivier van de Donau. Het water van het Lago di Lei in Lombardije vloeit via de Rijn naar de Noordzee.

## Meren

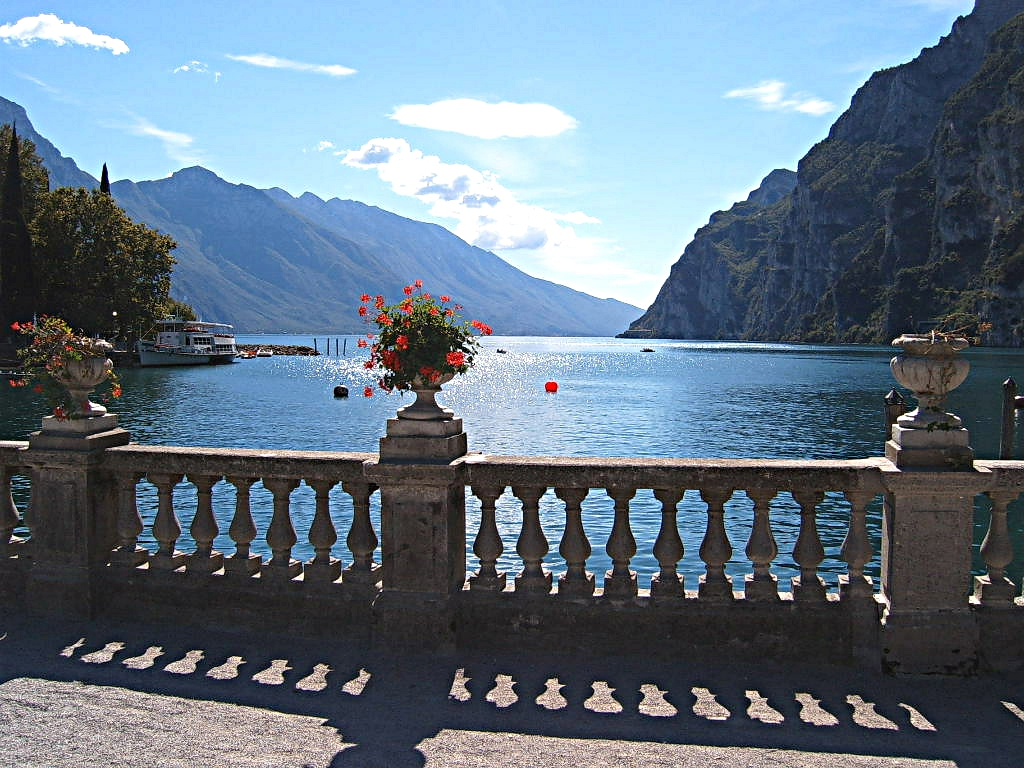
Uitzicht over het Gardameer vanuit Riva del Garda

In het noorden van het land zijn er een aantal subalpiene meren, waarvan het Gardameer met 370 km² het grootste is. Andere bekende subalpiene meren zijn Lago Maggiore (212,5 km²), waarvan het noordelijkste deel tot Zwitserland behoort, en het Comomeer (146 km²).

## Eilanden
Italië omvat verscheidene eilanden. De grootste eilanden zijn Sicilië (25708 km²) en Sardinië (24090 km²). Het op twee na grootste eiland is Elba, met 224 km² het grootste eiland van de Toscaanse Archipel.

## Statistieken

### Natuurlijke rijkdommen
Kwik, marmer, zwavel, aardgas en ruwe olie, vis, kolen, bouwland.

### Landgebruik[1]
- Kunstmatig (stedelijk, industrieel etc.): 4,9%
- Landbouw: 52,2%
  - Bouwland: 27,9%
  - Permanent: 7,1%
  - Overige: 17,2%
- Bossen: 41,6%
- Moerassen: 0,2%
- Water (meren etc.): 1,1%

### Geïrrigeerde oppervlakte
2.100 km² (schatting uit 1993)

### Natuurgevaar
Regionale risico's waaronder modderstromen, aardverschuivingen, lawines, aardbevingen, vulkanische uitbarstingen, overstromingen en in Venetië bodemdaling.

### Milieuproblemen en klimaatverandering
Luchtvervuiling door industrie zoals zwaveldioxide; zure regen die meren aantast; vervuilde rivieren door industrie en landbouw. Door de opwarming van de aarde krijgt Italië te maken met hogere temperaturen in de zomer, een stijgende zeespiegel, wat vooral voor Venetië een probleem vormt, en hevigere hagel- en onweersbuien.

## Galerij

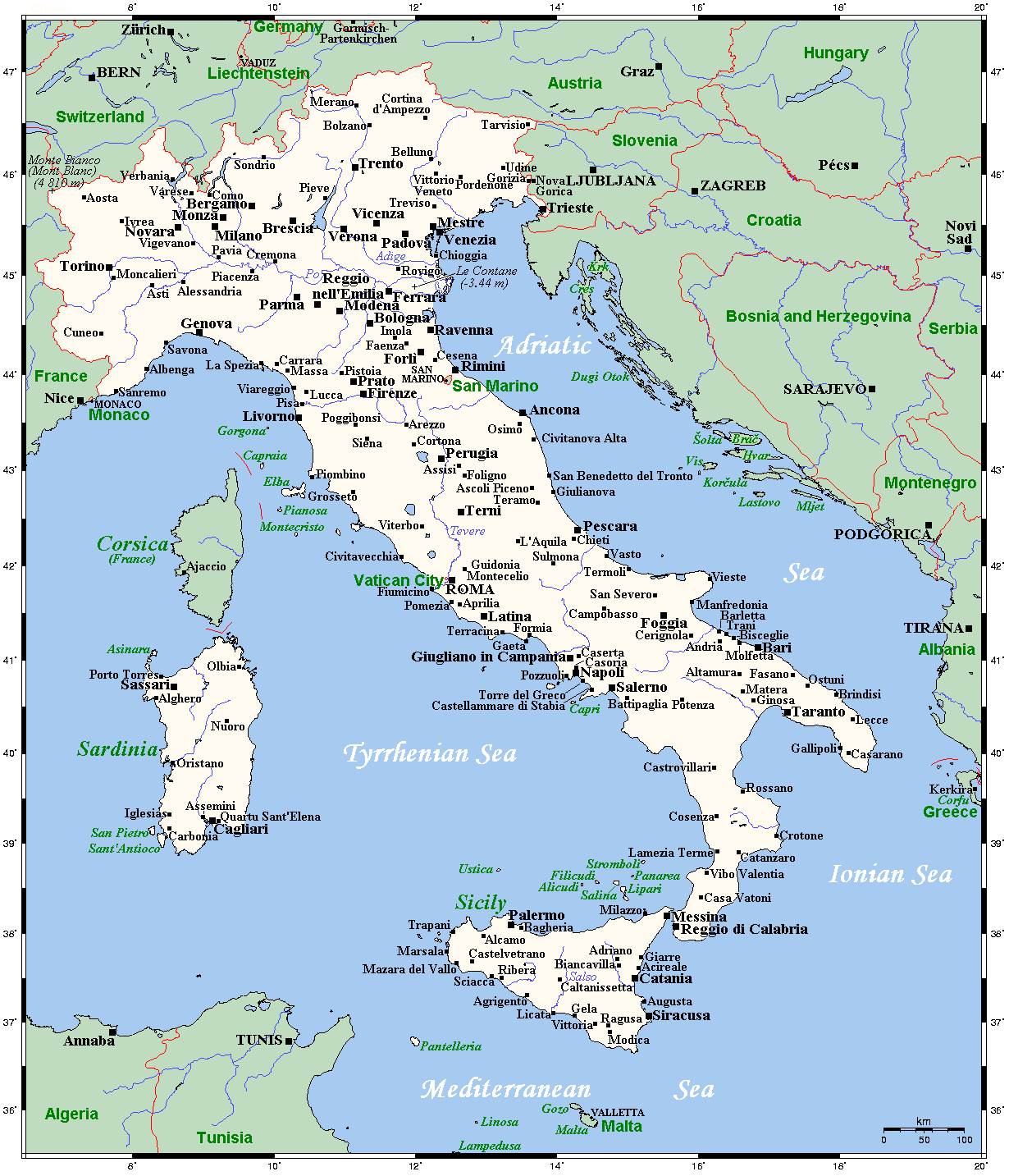
Topografische kaart met Italiaanse plaatsen.
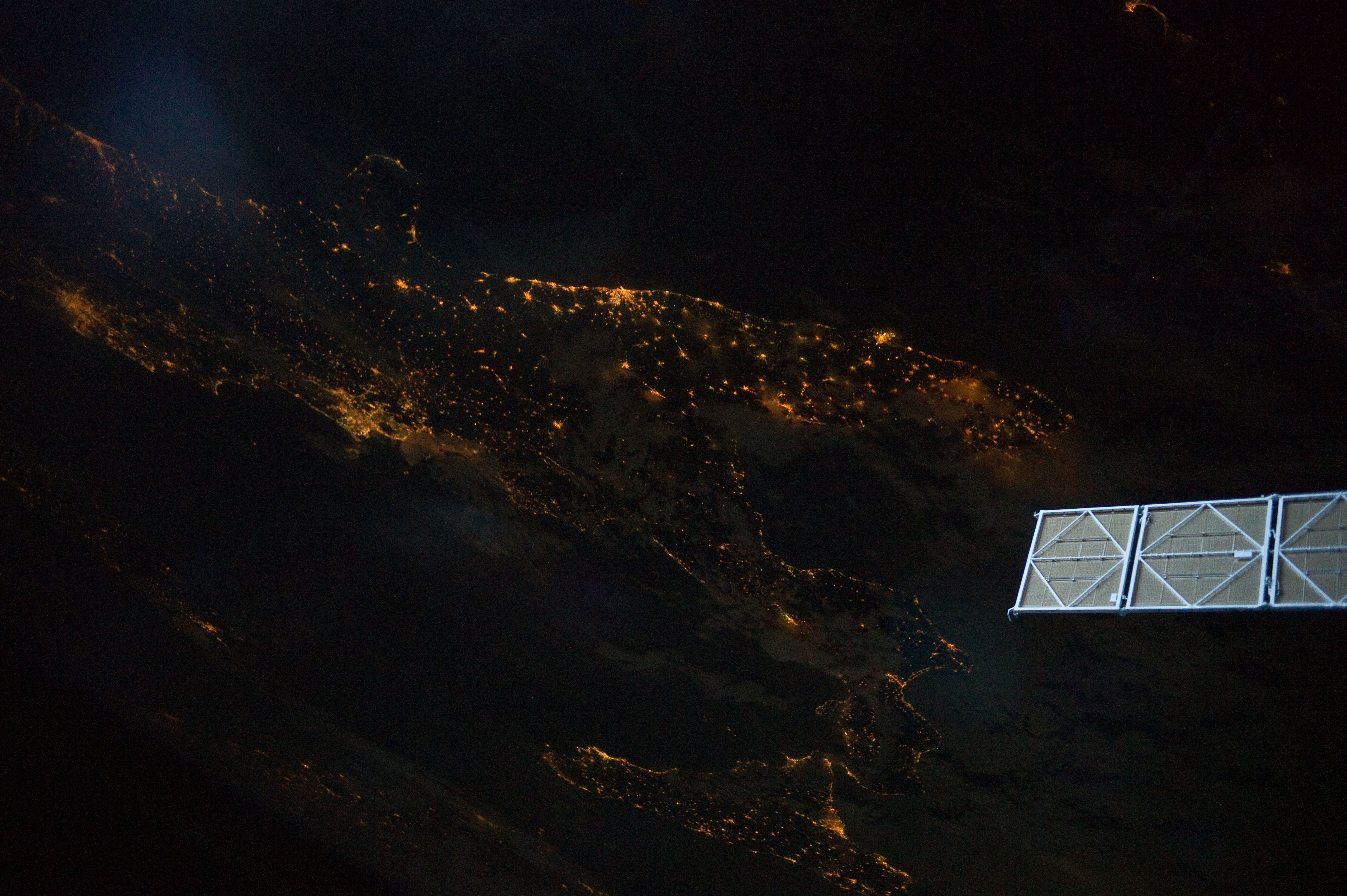
Foto uit de ruimte van zuidelijk Italië tijdens de nacht.
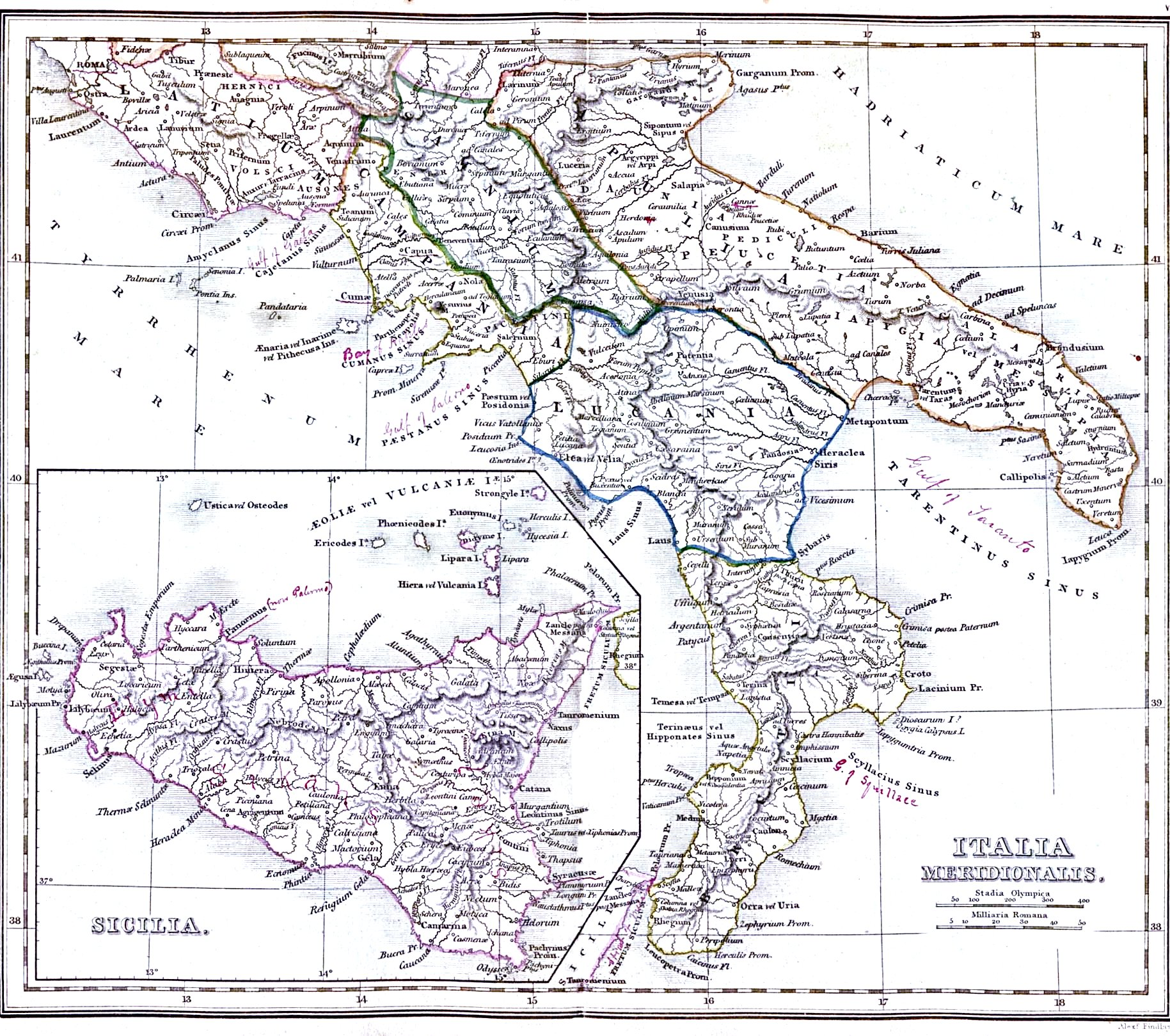
Zuid-Italië en Sicilië op een kaart uit 1849.
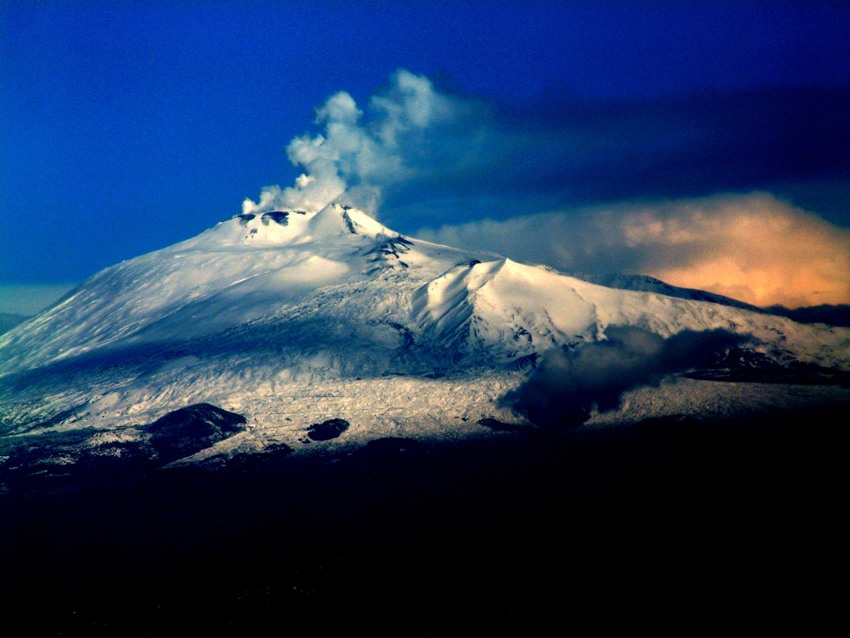
Etna, de hoogste actieve Europese vulkaan.